# Temporada 1983-84 de los Dallas Mavericks
La temporada 1983-84 fue la cuarta de los Dallas Mavericks en la NBA. La temporada regular acabó con 43 victorias y 39 derrotas, ocupando el cuarto puesto de la conferencia Oeste, clasificándose para los playoffs, en los que cayeron en semifinales de conferencia ante Los Angeles Lakers.

## Elecciones en elDraft
| Ronda | Puesto | Jugador          | Posición | Nacionalidad   | Universidad          |
| ----- | ------ | ---------------- | -------- | -------------- | -------------------- |
| 1     | 9      | Dale Ellis       | Escolta  | Estados Unidos | Tennessee            |
| 1     | 11     | Derek Harper     | Base     | Estados Unidos | Illinois             |
| 2     | 30     | Mark West        | Pívot    | Estados Unidos | Old Dominion         |
| 2     | 33     | Dirk Minniefield | Base     | Estados Unidos | Kentucky             |
| 5     | 102    | Jim Lampley      | Pívot    | Estados Unidos | Arkansas-Little Rock |

## Temporada regular
| División Atlántico  | División Atlántico | División Atlántico | División Atlántico | División Atlántico | División Atlántico | División Atlántico | División Atlántico | División Atlántico |
| Equipo              | G                  | P                  | %                  | PD                 | Casa               | Fuera              | Div                |                    |
| ------------------- | ------------------ | ------------------ | ------------------ | ------------------ | ------------------ | ------------------ | ------------------ | ------------------ |
| y-Utah Jazz         | 45                 | 37                 | .549               | –                  | 31–10              | 14–27              | 15–15              |                    |
| x-Dallas Mavericks  | 43                 | 39                 | .524               | 2                  | 31–10              | 12–29              | 19–11              |                    |
| x-Denver Nuggets    | 38                 | 44                 | .463               | 7                  | 27–14              | 11–30              | 16–14              |                    |
| x-Kansas City Kings | 38                 | 44                 | .463               | 7                  | 26–15              | 12–29              | 16–14              |                    |
| San Antonio Spurs   | 37                 | 45                 | .451               | 8                  | 28–13              | 9–32               | 14–16              |                    |
| Houston Rockets     | 29                 | 53                 | .354               | 16                 | 21–20              | 8–33               | 9–21               |                    |

## Playoffs

### Primera ronda
Dallas Mavericks vs. Seattle SuperSonics 
| Fecha       | Partido                                       | Ciudad  |
| ----------- | --------------------------------------------- | ------- |
| 17 de abril | Dallas Mavericks 88, Seattle SuperSonics 86   | Dallas  |
| 19 de abril | Dallas Mavericks 92, Seattle SuperSonics 95   | Dallas  |
| 21 de abril | Seattle SuperSonics 104, Dallas Mavericks 94  | Seattle |
| 24 de abril | Seattle SuperSonics 96, Dallas Mavericks 107  | Seattle |
| 19 de abril | Dallas Mavericks 105, Seattle SuperSonics 104 | Dallas  |
|             | Dallas Mavericks gana las series 3-2          |         |

### Semifinales de División
Los Angeles Lakers vs. Dallas Mavericks 
| Fecha       | Partido                                      | Ciudad      |
| ----------- | -------------------------------------------- | ----------- |
| 28 de abril | Los Angeles Lakers 134, Dallas Mavericks 91  | Los Angeles |
| 1 de mayo   | Los Angeles Lakers 117, Dallas Mavericks 101 | Los Angeles |
| 3 de mayo   | Dallas Mavericks 125, Los Angeles Lakers 115 | Dallas      |
| 6 de mayo   | Dallas Mavericks 115, Los Angeles Lakers 122 | Dallas      |
| 8 de mayo   | Los Angeles Lakers 115, Dallas Mavericks 99  | Los Angeles |
|             | Los Angeles Lakers gana las series 4-1       |             |

## Estadísticas
| Rk | Jugador          | Edad | P  | PT | MP   | TC   | TCI  | %TC  | T3  | T3I | %T3  | TL  | TLI | %TL   | RO  | RD  | RT  | AS  | RB  | TAP | BP  | FP  | PTS  |
| -- | ---------------- | ---- | -- | -- | ---- | ---- | ---- | ---- | --- | --- | ---- | --- | --- | ----- | --- | --- | --- | --- | --- | --- | --- | --- | ---- |
| 1  | Rolando Blackman | 24   | 81 | 81 | 37.3 | 8.9  | 16.3 | .546 | 0.0 | 0.1 | .091 | 4.6 | 5.7 | .812  | 1.5 | 3.1 | 4.6 | 3.6 | 0.7 | 0.5 | 2.1 | 1.6 | 22.4 |
| 2  | Mark Aguirre     | 24   | 79 | 79 | 36.7 | 11.7 | 22.3 | .524 | 0.2 | 0.7 | .268 | 5.9 | 7.9 | .749  | 2.0 | 3.9 | 5.9 | 4.5 | 1.0 | 0.3 | 3.6 | 3.1 | 29.5 |
| 3  | Brad Davis       | 28   | 81 | 81 | 32.9 | 4.3  | 8.0  | .530 | 0.1 | 0.5 | .184 | 2.5 | 2.9 | .836  | 0.5 | 1.8 | 2.3 | 6.9 | 1.2 | 0.2 | 2.0 | 2.7 | 11.1 |
| 4  | Pat Cummings     | 27   | 80 | 80 | 31.2 | 5.7  | 11.4 | .494 | 0.0 | 0.0 | .000 | 1.8 | 2.4 | .742  | 1.9 | 6.3 | 8.2 | 2.0 | 0.8 | 0.3 | 1.8 | 3.5 | 13.1 |
| 5  | Kurt Nimphius    | 25   | 82 | 46 | 27.9 | 3.3  | 6.4  | .520 | 0.0 | 0.0 | .250 | 1.2 | 2.0 | .623  | 2.2 | 4.0 | 6.3 | 2.1 | 0.5 | 1.8 | 1.2 | 3.5 | 7.9  |
| 6  | Jay Vincent      | 24   | 61 | 5  | 23.3 | 4.1  | 9.5  | .435 | 0.0 | 0.0 | .000 | 2.8 | 3.5 | .781  | 1.3 | 2.7 | 4.0 | 1.9 | 0.5 | 0.2 | 1.9 | 2.6 | 11.0 |
| 7  | Derek Harper     | 22   | 82 | 1  | 20.9 | 2.4  | 5.5  | .443 | 0.0 | 0.3 | .115 | 0.8 | 1.2 | .673  | 0.6 | 1.5 | 2.1 | 2.9 | 1.2 | 0.3 | 1.4 | 1.7 | 5.7  |
| 8  | Bill Garnett     | 23   | 80 | 34 | 19.1 | 1.8  | 3.7  | .472 | 0.0 | 0.0 | .000 | 1.6 | 2.2 | .733  | 1.5 | 2.6 | 4.1 | 1.6 | 0.6 | 0.8 | 0.9 | 2.7 | 5.1  |
| 9  | Dale Ellis       | 23   | 67 | 2  | 15.8 | 3.4  | 7.4  | .456 | 0.2 | 0.4 | .414 | 1.3 | 1.8 | .719  | 1.6 | 2.1 | 3.7 | 0.8 | 0.6 | 0.1 | 1.2 | 1.8 | 8.2  |
| 10 | Elston Turner    | 24   | 47 | 1  | 11.4 | 1.1  | 3.2  | .360 | 0.0 | 0.2 | .111 | 0.6 | 0.7 | .824  | 0.9 | 1.1 | 2.0 | 1.3 | 0.6 | 0.0 | 0.6 | 0.9 | 2.9  |
| 11 | Jim Spanarkel    | 26   | 7  | 0  | 7.7  | 1.0  | 2.3  | .438 | 0.1 | 0.3 | .500 | 1.3 | 1.9 | .692  | 0.7 | 0.3 | 1.0 | 0.7 | 0.9 | 0.0 | 0.6 | 1.1 | 3.4  |
| 12 | Roger Phegley    | 27   | 10 | 0  | 7.6  | 0.9  | 3.1  | .290 | 0.1 | 0.4 | .250 | 0.2 | 0.2 | 1.000 | 0.2 | 0.7 | 0.9 | 0.9 | 0.1 | 0.0 | 0.5 | 1.0 | 2.1  |
| 13 | Mark West        | 23   | 34 | 0  | 5.9  | 0.4  | 1.2  | .357 | 0.0 | 0.0 |      | 0.2 | 0.6 | .318  | 0.6 | 0.8 | 1.4 | 0.4 | 0.0 | 0.4 | 0.4 | 1.6 | 1.1  |

## Galardones y récords
| Jugador      | Galardón                            |
| Sam Perkins  | Mejor quinteto de rookies de la NBA |
| Mark Aguirre | All-Star                            |